# Valorous Unit Award

Bandschnallenabzeichen zum Valorous Unit Award.

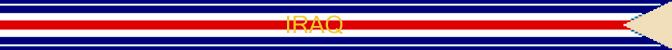
Beispielhaftes Fahnenband für einen VUA im Rahmen eines Einsatzes im Irak.

Der Valorous Unit Award ist nach der Presidential Unit Citation die zweithöchste Auszeichnung die an Einheiten der United States Army vergeben wird. Verliehen wird sie an solche Einheiten, die im Einsatz gegen einen bewaffneten Feind außerordentlichen Heldenmut bewiesen haben. Dies kann auch dann erfolgen, wenn die Einheit mit befreundeten ausländischen Streitkräften dient, selbst wenn die Vereinigten Staaten nicht kriegsführende Partei sind. Nur in Ausnahmefällen können sich militärische Verbände oberhalb der Bataillonsebene für die Auszeichnung qualifizieren.
Das Ehrenzeichen wird von jedem (auch zukünftigen) Angehörigen der ausgezeichneten Einheit getragen. Jene Soldaten, die am Einsatz der zur Verleihung der Auszeichnung geführt hat teilgenommen haben, können den VUA auch über ihren Dienst in der Einheit hinaus weiterhin führen. Er wird auf der rechten Seite der Uniform der United States Army getragen – Näheres regelt die Dienstvorschrift Army Regulation 670–1.
Das Ehrenzeichen wurde 1966 eingeführt und rückwirkend auch an Einheiten vergeben, die nach dem 3. August 1963 die erforderlichen Kriterien erfüllten. Der VUA ist mit dem Silver Star vergleichbar, der für besondere Tapferkeit vor dem Feind als individuelle Auszeichnung vergeben werden kann. Dies spiegelt sich auch in der dem Silver Star angelehnten Farbgebung wider.
Der Valorous Unit Award steht auf einer Stufe mit dem Joint Meritorious Unit Award (DoD), der Navy Unit Commendation (USN), der Gallant Unit Citation (USAF) sowie der Coast Guard Unit Commendation (USCG). Gefolgt wird die Auszeichnung von der  Meritorious Unit Commendation (bzw. dem Joint Meritorious Unit Award des DoD), die ebenso ihr Äquivalent in jeder Teilstreitkraft kennt.